# Noëlle
Noëlle ist ein französischer weiblicher Vorname, die weibliche Form von Noël (siehe dort Herkunft und Bedeutung). In nicht französischsprachigen Ländern, insbesondere in Irland und den USA, kommt der Name meist in der Form Noelle oft als 2. Vorname vor.

## Namensträgerinnen
Noëlle
- Noëlle Ailloud (1932–2021), französische Badmintonspielerin
- Noëlle Boisson (* 1944), französische Filmeditorin
- Noëlle Bucher (* 1985), Schweizer Politikerin
- Noëlle Châtelet (* 1944), französische Schauspielerin und Autorin
- Noëlle Cordier (* 1944), französische Sängerin
- Noëlle Frey (* 1992), Schweizer Handballspielerin
- Noëlle Grüebler (* 1983), Schweizer Violinistin
- Noëlle Kröger (* 1997), deutsche Comic-Künstlerin
- Noëlle Lenoir (* 1948), französische Politikerin
- Noëlle van Lottum (* 1972), in den Niederlanden geborene Tennisspielerin, die für Frankreich  spielte
- Noëlle Revaz (* 1968), französischsprachige Schweizer Schriftstellerin
- Noëlle Roger (Pseudonym; 1874–1953), französischsprachige Schweizer Schriftstellerin

Zweitname
- Marie-Noëlle Battistel (* 1956), französische Politikerin
- Louise Noëlle Gras de Mereles (* 1944), mexikanische Kunsthistorikerin, spezialisiert auf Architektur
- Marie-Noëlle Lienemann (* 1951), französische Politikerin der Parti socialiste
- Louise-Noëlle Malclès (1899–1977), französische Bibliothekswissenschaftlerin, Bibliographin und Romanistin

Noelle
- Noelle Barahona (* 1990), chilenische Skirennläuferin
- Noelle Beck (* 1968), US-amerikanische Schauspielerin
- Noelle Hannibal (* 1968), US-amerikanische Musicaldarstellerin, Sängerin, Gitarristin und Schauspielerin
- Noelle Maritz (* 1995), Schweizer Fußballnationalspielerin
- Noelle Pikus-Pace (* 1982), US-amerikanische Skeletonpilotin
- Noelle Quinn (* 1985), professionelle US-amerikanisch-bulgarische Basketball-Spielerin
- Noelle Stevenson (* 1991), US-amerikanische Comiczeichnerin, Drehbuchautorin und Zeichentrickproduzentin

## Familienname
- Marie Noëlle, deutsch-französische Regisseurin, Drehbuchautorin und Filmproduzentin